# John Badham
John MacDonald Badham (Luton, 25 agosto 1939) è un regista, produttore cinematografico e produttore televisivo britannico naturalizzato statunitense.

## Biografia
Nato in Inghilterra, ma trasferitosi a 5 mesi con la famiglia nello stato dell'Alabama negli Stati Uniti d'America, si è fatto conoscere come regista de La febbre del sabato sera del 1977, con John Travolta. In seguito dirige numerosi film negli anni ottanta e novanta fra i quali si possono ricordare i film di fantascienza Wargames - Giochi di guerra e Corto circuito oltre alle commedie d'azione come Sorveglianza... speciale e Due nel mirino.
Nel 1995 dirige Johnny Depp e Christopher Walken in Minuti contati. Il suo ultimo film per il grande schermo è stato Incognito del 1997; da quel momento ha lavorato molto per la televisione, sia dirigendo film TV che episodi di serie televisive: nel biennio 2006/2007 ha diretto anche due episodi della serie TV di grande successo Heroes.

### Vita privata
John Badham è il fratello maggiore di Mary Badham (nata nel 1952), che per il suo ruolo della bambina Jean Louise "Scout" Finch ha ottenuto una candidatura all'Oscar nel 1963 come miglior attrice non protagonista per Il buio oltre la siepe (To Kill a Mockingbird).

## Filmografia

### Regista

#### Cinema
- The Bingo Long Traveling All-Stars & Motor Kings (1976)
- La febbre del sabato sera (Saturday Night Fever) (1977)
- Dracula (1979)
- Di chi è la mia vita? (Whose Life Is It Anyway?) (1981)
- Tuono blu (Blue Thunder) (1983)
- Wargames - Giochi di guerra (WarGames) (1983)
- Il vincitore (American Flyers) (1985)
- Corto circuito (Short Circuit) (1986)
- Sorveglianza... speciale (Stakeout) (1987)
- Due nel mirino (Bird on a Wire) (1990)
- Insieme per forza (The Hard Way) (1991)
- Nome in codice: Nina (Point of No Return) (1993)
- Occhio al testimone (Another Stakeout) (1993)
- Omicidio nel vuoto (Drop Zone) (1994)
- Minuti contati (Nick of Time) (1995)
- Incognito (1997)

#### Televisione
- The Senator – serie TV, episodio 1x06 (1971)
- Sarge – serie TV, 2 episodi (1971)
- The Impatient Heart – film TV (1971)
- Un vero sceriffo – serie TV, 2 episodi (1971-1972)
- Mistero in galleria – serie TV, 7 episodi (1971-1973)
- Sesto senso – serie TV, 2 episodi (1972)
- I nuovi medici – serie TV, 2 episodi (1972)
- Jefferson Keyes – serie TV, 1 episodio (1972)
- Difesa a oltranza – serie TV, 1 episodio (1973)
- Le strade di San Francisco – serie TV, 1 episodio (1973)
- Cannon – serie TV, 1 episodio (1973)
- Kung Fu – serie TV, 1 episodio (1973)
- Sulle strade della California – serie TV, 1 episodio (1973)
- Isn't It Shocking? – film TV (1973)
- Sunshine – film TV (1973)
- Rex Harrison Presents Stories of Love – film TV episodio Epicac (1974)
- The Godchild – film TV (1974)
- The Gun – film TV (1974)
- Reflections of Murder – film TV (1974)
- The Law – film TV (1974)
- The Keegans – film TV (1976)
- Relentless: Mind of a Killer – film TV (1993)
- Floating Away – film TV (1998)
- Il prezzo della giustizia (The Jack Bull) – film TV (1999)
- The Last Debate – film TV (2000)
- Obsessed - Ossessione (Obsessed) – film TV (2002)
- The Shield – serie TV, episodio 2x02 (2003)
- Un killer per Lucinda (My Brother's Keeper) – film TV (2002)
- Footsteps – film TV (2003)
- Evel Knievel – film TV (2004)
- Blind Justice – serie TV, 2 episodi (2005)
- Just Legal – serie TV, episodio 1x03 (2005)
- Crossing Jordan – serie TV, 2 episodi (2007)
- Heroes – serie TV, 2 episodi (2006-2007)
- Psych – serie TV, 6 episodi (2007-2011)
- Standoff – serie TV, episodio 1x14 (2007)
- Las Vegas – serie TV, 2 episodi (2007-2008)
- Men in Trees - Segnali d'amore – serie TV, episodio 2x15 (2008)
- In Plain Sight - Protezione testimoni – serie TV, episodio 1x12 (2008)
- The Beast – serie TV, episodio 1x04 (2009)
- Criminal Minds – serie TV, episodio 5x07 (2009)
- Trauma – serie TV, episodio 1x14 (2010)
- The Event – serie TV, episodio 1x04 (2010)
- Nikita – serie TV, 3 episodi (2012-2013)
- Constantine – serie TV, episodio 1x05 (2014)
- Supernatural – serie TV, 3 episodi (2014-2015)
- L'esercito delle 12 scimmie – serie TV, episodio 1x07 (2015)

### Produttore

#### Cinema
- Sorveglianza... speciale (Stakeout) (1987)
- Crimine disorganizzato (Disorganized Crime), regia di Jim Kouf (1989)
- Dragon - La storia di Bruce Lee (Dragon: The Bruce Lee Story), regia di Rob Cohen (1993)
- Occhio al testimone (Another Stakeout) (1993)
- Omicidio nel vuoto (Drop Zone) (1994)
- Minuti contati (Nick of Time) (1995)

#### Televisione
- Dial Hot Line, regia Jerry Thorpe (1970)
- The Senator – miniserie TV (1971)
- Relentless: Mind of a Killer – film TV (1993)
- Più in alto di tutti (Rebound: The Legend of Earl 'The Goat' Manigault), regia di Eriq La Salle – film TV (1996)
- Blind Justice – serie TV (2005)